# Nécropole de la Polledrara
La nécropole de la Polledrara est un ensemble de tombes étrusques, datant probablement du VIIe au VIe siècle av. J.-C., située près de la ville de Vulci dans la  province de Viterbe dans le nord du Latium.

## Histoire
La nécropole fait partie du Parco Archeologico Ambientale di Vulci et est la plus méridionale de toutes. Son développement est probablement dû à la présence d'une voie de grand trafic qui reliait Vulci à la mer Tyrrhénienne. 
La nécropole comporte diverses tombes dont celle d'Iside qui témoignait d'échanges commerciaux importants entre les Étrusques et l'Égypte. Cette tombe n'est malheureusement plus repérable.

## Sources
- x

### Principales tombes
- La Rotonde
- Cuccumelletta
- Tombe Construite
- Tombe d'Iside